# アーケイナム
アーケイナム(Arckanum)は、1992年にスウェーデンでヨーハン・ラーガーによって立ち上げられたブラックメタルプロジェクト。基本的にヨーハンのソロプロジェクトであり、全楽器をヨーハンが担当している。また、各アルバムでゲストとして他のミュージシャンが参加する。
ヨーハンはVexiorの筆名でケイオスグノーシス主義や反宇宙的サタニズム、北欧の古代宗教などをテーマにした本を出版している。2009年には"PanParadox: Pan Towards Chaos"、2010年には"Gullveigarbók"という作品を上梓している。

## メンバー

### 最終メンバー
- ヨーハン・"Shamaatae"・ラーガー (Johan "Shamaatae" Lahger) - ボーカル、リードギター、ベース、ドラムス

### 旧メンバー
- ルーケ・スヴァルテルド (Loke Svarteld) - ギター
- サタロス (Sataros) - ボーカル

2名とも1993年のみ、短期間在籍。2本のデモテープに参加した。

## 来歴
ラーガー (Shamaatae)は11歳のときにコンクエスト (Conquest)というバンドに参加する。当時の担当楽器はドラムス。このバンドは後にグロテスク (Grotesque)に改名している。グロテスクには、後にアット・ザ・ゲイツの活動で著名となるトーマス・リンドバーグがボーカリストとして、後にグラフィックデザイナーとしても著名となるクリスティアン・ヴォーリンがギタリストとして在籍していた。ラーガーは、1989年にグロテスクを脱退した後、テクニカル・デスメタルバンド、ディスインターメント (Disinterment)を始める。しかし、このバンドはデモを一本レコーディングし、ライブを数本行った後に解散している。
1992年の末、ラーガーはArckanumを始動させる。 数本のアルバムをリリースした後、1998年に所属していたネクロポリス・レコードが破産。そして、パーン、北欧の古代の伝統、ルーン魔術、反宇宙的サタニズム/カオスグノーシス主義に関する本の執筆を始める。
アルバムAntikosmosとÞÞÞÞÞÞÞÞÞÞÞではディセクションやヴァーテイン（サポート）のセット・テイタンをゲストに迎えている。

## 音楽的特徴と思想
反宇宙的サタニズムやカオスに対する崇拝などを歌詞のテーマにしている。古代スウェーデン語に似た詩を書くことでも著名である。なるべく、文法的に正しいものを書こうとしているという。しかし、最近の三枚のアルバムの歌詞は古代アイスランド語に似たものとなっている。

## ディスコグラフィ

### スタジオアルバム
- 1995年 - Fran Marder
- 1997年 - Kostogher
- 1998年 - Kampen
- 2008年 - Antikosmos
- 2009年 - ÞÞÞÞÞÞÞÞÞÞÞ
- 2010年 - Sviga læ
- 2011年 - Helvítismyrkr[5]
- 2013年 - Fenris Kindir[6]
- 2017年 - Den förstfödde